# Llegenda de Galceran de Pinós
La Llegenda de Galceran de Pinós és un relat medieval sobre el miraculós alliberament dels nobles catalans Galceran II de Pinós i el cavaller Sancerni, senyor de Sull i vassall de la baronia dels Pinós. També es coneix com la llegenda de les cent donzelles en referència al rescat exigit pels seus raptors.
La llegenda està ambientada en l'episodi històric de l'expedició i conquesta d'Almeria en temps de Ramon Berenguer IV, que culminà el dia 11 d'octubre de 1147 i en la qual va participar molt activament Galceran de Pinós, almirall de la flota catalana, enviat pel comte de Barcelona.
El relat contava la fantàstica història del noble Galceran de Pinós, prodigiosament alliberat de la presó sarraïna per intervenció de sant Esteve màrtir, sense haver hagut de lliurar el costós rescat exigit pel rei d'Almeria i Granada, que incloïa cent donzelles de la baronia de Pinós.
Sembla que la tradició oral de la llegenda quedà fixada per escrit vers la segona meitat del segle xiv al monestir cistercenc de Santes Creus, lloc de sepultura de Galceran de Pinós. Probablement fou obra del monjo i cronista del monestir fra Bernat Mallol († 1428), el qual seria l'autor del manuscrit més antic que es coneix de la llegenda, el còdex 459 de l'Archivo Histórico Nacional de Madrid, que prové de Santes Creus.
Tot i això, el 1431, un advocat que representava el gremi dels freners de Barcelona va arribar a Bagà per a obtenir còpia del document que autentificava el miracle realitzat per sant Esteve a Galceran de Pinós. En una sessió feta davant de notari Antoni d'Artigavella, l'advocat recollí el testimoni de diversos prohoms de Bagà que asseguraven haver-la sentit dels seus avantpassats, figurant entre aquests el del mossèn Pere Tomic, que afirmà haver-ho llegit en llibres antics i haver vist una pintura a l'església. El mateix mossèn Tomic recollí aquesta narració dins del seu llibre Histories e conquestes dels Reys de Arago e Comtes de Barcelona de 1438.

## Descripció

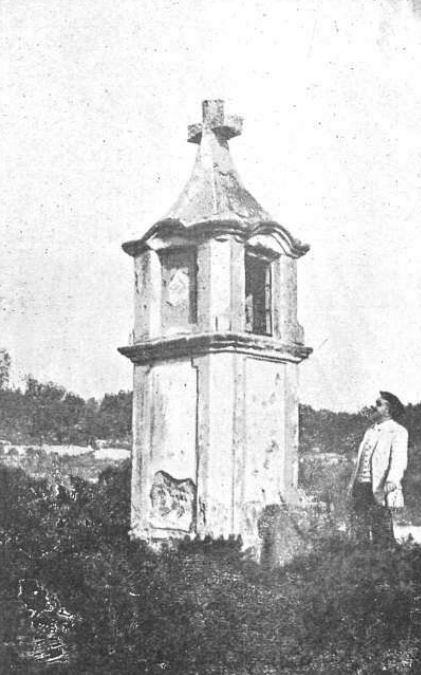
Pedró del Rescat o de Sant Esteve a Vila-seca, destruït el 1936

El comte de Barcelona Ramon Berenguer IV havia adquirit un compromís per donar suport al rei de Castella en la conquesta de la ciutat d'Almeria en poder dels sarraïns, una gesta difícil en la qual també comptava amb el suport del rei de Navarra, García Ramírez i del senyoriu de Gènova. Amb tot, varen ser les forces catalanes les que varen aconseguir la victòria i l'entrada en la molt ben defensada ciutat.
El comte de Barcelona, com a trofeu, se'n va emportar les portes de l'accés principal, ricament treballades en estil arabesc. Les va traslladar a Barcelona i les va instal·lar al portal de Santa Eulàlia de la muralla nova, és a dir, al final de l'actual carrer de la Boqueria, on tothom quedava bocabadat, és a dir, bocava, d'aquí la denominació de boqueria, una derivació de bocaria.
En la fugida cap al regne de Granada, els moros derrotats varen ser perseguits per les tropes catalanes encapçalades per Galceran de Pinós i el cavaller de Santcerní, que acabarien sent capturats pel rei de Granada, que els va tancar en una presó de la capital. El rei de Castella i el comte de Barcelona varen mirar d'aconseguir la llibertat, però el rei sarraí demanava un rescat de 100.000 dobles d'or, cent cavalls blancs, cent vaques prenyades, cent brocats en fil d'or i cent donzelles cristianes.
El baró de Pinós va vendre part del seu patrimoni per fer front al rescat del seu fill. Va ser relativament fàcil aconseguir els béns materials exigits pels sarraïns llevat de les cent donzelles. Aleshores, els seus súbdits li oferiren aportar les cent noies donzelles d'entre les seves famílies. Així, la família que tenia tres filles n'aportava dues, la que en tenia dues, una; entre les famílies que només en tenien una, es va fer un sorteig per veure a quina tocaria formar part del rescat. Un cop reunit tot el rescat, la comitiva es va dirigir cap a Salou, per embarcar cap a terres de Granada.
Galceran i el seu company portaven cinc anys de captiveri i, com a fervent devot de sant Esteve, patró de la seva baronia, es va encomanar al sant cada dia per a aconseguir deslliurar-se d'aquella presó. Les seves súpliques foren escoltades i sant Esteve va intercedir per ell, mentre sant Genís ho feia per Santcerní, en ser el patró de la seva parròquia. Mentre dormien, lligats i engrillonats, varen sentir un aire fresc que els va despertar i es trobaven alliberats en una platja desconeguda per a ells. Varen seguir un camí en busca d'algun poble i es varen trobar un grup de gent trista i carregada de paquets que es dirigien cap a la platja. Preguntats per on anaven, aquests els varen informar que anaven a carregar el rescat per salvar al seu senyor, el baró de Pinós que estava captiu en mans dels sarraïns. Es varen donar a conèixer i tots van girar cua cap a Tarragona, celebrant el fet.
Al lloc on varen aparèixer entre Salou i Vila-seca, es va aixecar una capella en honor de la Mare de Déu de l'Ombra, patrona dels presoners, i a Bagà es va construir una gran església dedicada a sant Esteve.

## La llegenda en l'art
El retaule de sant Esteve del monestir de Santa Maria de Gualter (la Noguera), obra del 1385 de Jaume Serra i actualment exposat al MNAC, representa en una escena l'alliberament de Galceran per intercessió del sant -un cop trencades les cadenes- i en la mateixa escena, el benefici derivat que va suposar no haver de lliurar les cent donzelles, que en aquesta pintura assisteixen meravellades al miracle. Aquesta imatge se centra en el personatge de Galceran i sant Esteve, i no recull la presència del cavaller de Santcerní ni de sant Genís.
El retaule de Sant Esteve protomàrtir (Granollers), obra del taller Vergós de 1495, recull el moment en què sant Esteve i sant Genís alliberen els dos nobles catalans de la presó enmig del pati d'una plaça fortificada. Els guardes sarraïns, amb una magrana a l'escut al·lusiva al regne de Granada, tenien "pertorbades totes ses accions", segons el text de la llegenda, i "no pogueren entrar, fins després que lo gloriós sant Esteve havia ja soltat les cadenes del presoner i tret aquell de les dites presons".
Probablement, encara que no n'hagi quedat constància, també incloïa una escena de la llegenda el retaule de sant Esteve que la confraria dels freners va encarregar a Jaume Huguet per a guarnir la seva capella gremial a la catedral de Barcelona (1462-1466), i del qual només es conserva la Pietat, a la mateixa catedral. És destacable l'interès d'aquest gremi per aquesta llegenda que narrava la fabulosa gesta del seu sant patró, i que per tant n'engrandia el prestigi, fins al punt que el 1431 varen mirar d'obtenir el text de referència a la parròquia de Baga per tal de celebrar el miracle en la seva festa anyal, així com transmetre'n la crònica.
Si bé la capella de sant Esteve on estava instal·lat el retaule esmentat va canviar d'advocació per la de santa Clara i santa Caterina, s'hi conserven unes pintures a l'oli barroques, obra del pintor Francesc Tramulles i Roig de 1763, una de les quals recull aquest episodi.
De la darreria del segle XVI o inici del XVII data un tapís brodat de grans dimensions (353 x 356 cm) anomenat El rescat de Galceran de Pinós carregat a bord de vaixells a Salou, prop de Tarragona, avui conservat al Metropolitan Museum of Art de Nova York. Representa el moment en què Galceran de Pinós i el seu company Sancerní apareixen a la platja de Salou enmig del grup de les donzelles i aturen el rescat quan estava a punt de ser embarcat. A la part superior, una inscripció descriu els fets:
| « | Quant los vassals de la varon[i]e de Vagà portare[n] lo rescat per a trau- rer de capt[i]veri al noble don Galcerán Galcerán de Pinós son senior y l'embar- cab[e]n en Tarragona al port de Salou. | » |

L'estreta vinculació dels Pinós amb el monestir de Santes Creus, on Galceran de Pinós va ser enterrat, es va recollir en un dels seus vitralls que recull escenes de sant Esteve.